# Paul Loridant
Paul Loridant   (Illa, 22 d'abril de 1948 - Villejuif, 21 de desembre de 2020) fou un polític nord-català. Membre del Moviment Republicà i Ciutadà, fou escollit senador de l'Essonne, conseller general del cantó de Les Ulis i maire de Les Ulis.

## Biografia
El 1971 es va llicenciar ei ciències econòmiques a la Universitat de París I Panthéon-Sorbonne, el 1972 es va diplomar a l'Institut d'Estudis Polítics de París i el 1974 va obtenir un diploma d'estudis superiors en ciències econòmiques a Paris 1.
Director adjunt del Banc de França, en excedència des de 1986 fins a 2004 per dedicar-se al treball legislatiu. Després de 2004, va ser l'encarregat de la missió al director del patrimoni immobiliari. Nomenat director de servei des de juliol de 2006, ha estat assessor de relacions territorials del gabinet del governador. També va ser secretari general de l'Observatori de Microfinances a partir de maig de 2008. Des de l'1 de febrer de 2012, després d'abandonar el Banc de França, és mediador amb la Federació Bancària Francesa.
S'inicià en política el 1977, quan fou escollit maire de Les Ulis el 1977, quan es va crear la comuna, càrrec que va renovar fins al 2008. De març de 2008 a març de 2014 ha estat conseller municipal minoritari. Després de les eleccions municipals de 2014 l'alcaldessa Françoise Marhuenda el va nomenar tercer tinent d'alcalde, encarregat de finances i afers socials.
Després fou conseller general pel cantó de Les Ulis de 1985 a 1988 i president del grup socialista al Consell general de l'Essonne. No va demanar la renovació del seu mandat com a conseller general el 1988 per complir amb la llei que limitava l'acumulació de mandats.
A les eleccions legislatives franceses de 1986 fou escollit senador de l'Essonne, un dels elegits més joves. Fou reelegit el 1995 amb una llista que va rebre el suport del Partit Comunista Francès. Dins del senat fou membre de la comissió d'afers culturals des de 1988 i membre de la comissió de finances. Va ser ponent del pressupost viari i de seguretat viària i turisme. De 1998 a 2004 va ser ponent dels comptes especials de tresoreria. És el president fundador del grup d'amistat França-Irlanda al Senat. Interessat en qüestions de defensa, va ser auditor de la 37a Sessió de l'Institut d'Estudis Superiors de la Defensa Nacional i de la 26a sessió del Centre d'Estudis Superiors d'Armament, i auditor de la 5a sessió de l'Institut d'Estudis Superiors de Seguretat Nacional. No va ser reelegit l'octubre de 2004 i des de llavors ha estat senador honorari i membre honorari del Parlament.
Políticament es va unir al Partit Socialista el 1971, del qual en fou primer secretari federal de l'Essonne de 1979 a 1981, militant del corrent « Socialisme et République ». El 1993 es va unir al Moviment dels Ciutadans fundat per Jean-Pierre Chevènement, i del queen fou president a l'Essonne fins al 31 de gener de 1998, després fou secretari general del Moviment dels Ciutadans fins al 2003. El gener de 2003 es va adherir al Moviment Republicà i Ciutadà.
Després d'haver donat suport la candidatura de Ségolène Royal a les eleccions presidencials de 2007, es va presentar a les eleccions legislatives següents, però el resultat obtingut no li va permetre presentar-se a la segona volta.
Paul Loridant ha estat objecte de cap condemna penal a França o a l'estranger. No obstant això, va ser condemnat civilment a pagar 1 franc per danys de difamació contra el Front Nacional després de les eleccions municipals franceses de 1995. El 15 de gener de 1998 el Consell Constitucional en la seva decisió n. 97-2358 es va pronunciar contra la sanció d'inhabilitació contra Paul Loridant, per la utilització durant la campanya de les eleccions legislatives de 1997 d'un vehicle municipal posat a disposició per l'alcaldia de les Ulis.

## Condecoracions
- Cavallr de la Legió d'Honor.[9]
- Cavaller de l'Orde del Mèrit Agrícola.
- Cavaller de l'Orde de les Palmes Acadèmiques.
- Medalla d'honor regional, departamental i comunal (graella Or), 2012.
- Comanador de l'Orde Nacional del Lleó de Senegal.

## Obres
- La politique spatiale française et européenne. Conclusions du rapporteur Ed. aux éditions Economica, 1993